# Ioan-Iovitz Popescu
Ioan-Iovitz Popescu (ur. 1932 w Burila Mare) – rumuński fizyk, specjalista w zakresie optyki i fizyki plazmy. Zajmuje się także lingwistyką kwalitatywną. W 1990 r. został wybrany członkiem tytularnym Academia Română.

## Publikacje (wybór)
Źródło.
- The quantum effects of electromagnetic fluxes
- Accelerated emission of gamma rays from the 31-yr isomer of 178 Hf induced by X-Ray irradiation
- Word frequency studies
- The coherent and incoherent pumping of a gamma ray laser with intense optical radiation
- Use of space-charge-amplification techniques in the absorption spectroscopy of Cs and Cs 2
- Multiphoton excitation and ionization of atomic cesium with a tunable dye laser
- γ emission from the 31-yr isomer of 178 Hf induced by x-ray irradiation
- Tunable synchrotron radiation used to induce γ-emission from the 31 year isomer of 178Hf